# Золотов, Юрий Александрович (химик)
Ю́рий Алекса́ндрович Зо́лотов (род. 4 октября 1932, с. Высоковское Московской области) — советский и российский химик-аналитик, педагог, академик АН СССР (1987), доктор химических наук. Председатель Научного совета РАН по аналитической химии. Лауреат Государственной премии СССР (1972).

## Биография
В 1955 году окончил химический факультет МГУ, в 1959 году защитил кандидатскую диссертацию. Доктор химических наук (1966, диссертация «О теоретических основах применения экстракции в аналитической химии (экстракция внутрикомплексных соединений и комплексных металлгалогенидных кислот»). В 1958—1989 годах работал младшим, старшим научным сотрудником, заведующим лабораторией, заместителем директора Института геохимии и аналитической химии им. В. И. Вернадского АН СССР.
Член-корреспондент АН СССР с 24 ноября 1970 года по Отделению физикохимии и технологии неорганических материалов, академик с 23 декабря 1987 года. С 1978 года — профессор, с 1989 по 2019 год — заведующий кафедрой аналитической химии химического факультета МГУ.
С 1989 по 1999 год — директор Института общей и неорганической химии им. Н. С. Курнакова, заведовал лабораторией аналитической химии платиновых металлов, с 2005 года главный научный сотрудник там же.
Первый президент Всероссийского химического общества им. Д. И. Менделеева (1991—1995). Председатель Научного совета РАН по аналитической химии (с 1988). Исполнял обязанности академика-секретаря Отделения физикохимии и технологии неорганических материалов РАН (2001—2002), заместитель академика-секретаря Отделения химии и наук о материалах РАН (с 2002).
В 1989—2021 годах был главным редактором «Журнала аналитической химии». Член редколлегии журналов «Заводская лаборатория» и «Вопросы истории естествознания и техники».
Иностранный член Королевского общества наук и искусств в Гётеборге (Швеция). Почётный доктор Киевского национального и Кубанского государственного университетов.

## Научная деятельность
Основные направления:
- Экстракция неорганических соединений
- Аналитическое концентрирование микроколичеств элементов
- Ионная хроматография
- Химические тест-методы анализа[7]

## Основные работы
- Экстракция внутрикомплексных соединений. М., 1968;
- Очерки аналитической химии. М., 1977;
- Preconcentration of trace elements. Amst., 1990 (with N. M. Kuzmin);
- Аналитическая химия: проблемы и достижения. М., 1992;
- Macrocyclic compounds in analytical chemistry. N. Y., 1997;
- Chemical test methods of analysis. Amst., 2002;
- О химическом анализе и о том, что вокруг него. М., 2004.
- Делающие науку. Кто они? Из записных книжек. М.: КомКнига, 2006. — 160 с., ISBN 5-484-00076-9
- «История и методология аналитической химии» (М., 2007)
- «Сорбционные методы концентрирования и их использование в неорганическом анализе» (М., 2007)
- Аналитическая химия: наука, приложения, люди / Российская акад. наук, Ин-т общ. и неорганической химии им. Н. С. Курнакова. — М.: Наука, 2009. — 323, [1] с., [1] л. цв. портр. : ил., табл., факс. — (Наука. Мировоззрение. Жизнь).; ISBN 978-5-02-036682-4
- «Внелабораторный химический анализ» (М., 2010)
- Выборы в Академии наук. М.: Физматлит, 2011. — 208 с., ISBN 978-5-9221-1354-0

## Награды и звания
Награждён орденами Трудового Красного Знамени, «Знак Почёта», Дружбы и Александра Невского.
Государственная премия СССР (1972), Государственная премия РСФСР (1991), Государственная премия РФ (2000), премия СМ СССР (1985),
Президиумом Академии наук награждён Золотой медалью им. Д. И. Менделеева (1993) за цикл работ «Теоретические исследования в области экстракции металлов и использование их результатов в химическом анализе», и золотой медалью имени Н. С. Курнакова (2020) за цикл работ «Развитие общей методологии аналитической химии», премией им. В. Г. Хлопина за цикл исследований «Разработка новых методов разделения и концентрирования вещества для решения аналитических, препаративных и технологических задач радиохимии» (2004, совместно с Л. Н. Москвитиным и Б. Я. Спиваковым)..
Лауреат премии имени М. В. Ломоносова I степени (2010) за цикл работ «Новые подходы, методы и средства в химическом анализе и контроле объектов окружающей среды».
Премия имени Л. А. Чугаева АН СССР (1989), премия РАН за лучшие работы по популяризации науки (2003), премия имени В. А. Коптюга (2014).
Лауреат Демидовской премии (2016).
LXIII Менделеевский чтец — 22 марта 2007 года. Иностранный член Королевского общества наук и искусств в Гётеборге (Швеция). Почётный доктор Киевского национального и Кубанского государственного университетов.